# Nikolai Slavyanov
Nikolai Gavrilovich Slavyanov (em russo:  Никола́й Гаври́лович Славя́нов; 5 de maio de 1854 — 17 de outubro de 1897) foi um inventor russo, que em 1888 introduziu a solda a arco com eletrodos de metal, o segundo método de solda após o método de carbono inventado por Nikolay Benardos.